# James Galway
Sir James Galway (Belfast, 1939.), irski flautist.
Učenik je J. P. Rampala. Od 1969. do 1975. prvi je flautist Berlinske filharmonije, od 1975. nastupa kao solist i komorni glazbenik. 
Okosnicu njegova repertoara čine pretklasični i klasični koncerti te djela suvremenih skladatelja.

## Vanjske poveznice
- Sir James Galway Web site of Sir James Galway, includes the Galway-Flute-Chat discussion group